# Marcs verbal i satèl·lit
En lingüística, els marcs verbal i satèl·lit són una distinció creada per Leonard Talmy el 1985 entre les llengües que opten per estratègies contraposades quant a la lexicalització del moviment. Existeixen dos patrons bàsics centrats en la seva preferència per l'expressió del trajecte i direcció o la modalitat de moviment, respectivament.
Les llengües que anomena de "marc verbal", com per exemple les romàniques, l'hebreu o el turc, solen fer servir verbs monomorfèmics (és a dir, que no incorporen més d'un morfema al lexema com fa, per exemple, l'alemany) que indiquen la naturalesa del trajecte, com ara entrar, sortir, baixar i creuar. Per contraposició, les llengües de marc satèl·lit, com ara les germàniques i les eslaves, mostren més saliència pel que fa a la manera i s'estimen més els verbs de modalitat (com tiptoe o waltz), rellegant la funció del trajecte/direcció a ser codificat per preposicions com són up, into, i out of. A l'inrevés, els verbs de marc verbal requereixen alguna expressió adjunta, com nixnas b'rica en hebreu (entrar a la carrera, en el sentit de "corrents").
La classificació de llengües com verbal o satèl·lit no és definitiva ni tancada. En anglès hi ha verbs de trajecte com enter i exit, que provenen del llatí. El xinès és de marc equipotent: és a dir, els verbs expressen el trajecte i la modalitat alhora. El lingüista Dan I. Slobin, juntament amb Schwarze, esmenten que l'italià suggereix una evolució envers solucions de marc verbal en el se ús d'adverbials amb verbs de manera. Així mateix, en moltes llengües ameríndies, com en l'extingit atsugewi, no trien verbs de moviment que es basin en el trajecte o la modalitat. En el seu lloc, els verbs de moviment contenen l'informació específica del tipus d'objecte que es mou o que està sent mogut.